# Mohamed Amin Didi
Al Ameer Mohamed Ameen Dhoshimeynaa Kilegefaanu, noto comunemente come Mohamed Amin Didi (20 luglio 1910 – 19 gennaio 1954), è stato un politico maldiviano.
È stato il primo presidente delle Maldive, in carica dal gennaio 1953 all'agosto dello stesso anno e al contempo era anche capo del governo.